# 1618
Portal Geschichte | Portal Biografien | Aktuelle Ereignisse | Jahreskalender | Tagesartikel

◄ |
16. Jahrhundert |
17. Jahrhundert
| 18. Jahrhundert | ►

◄ |
1580er |
1590er |
1600er |
1610er
| 1620er | 1630er | 1640er | ►

◄◄ |
◄ |
1614 |
1615 |
1616 |
1617 |
1618
| 1619 | 1620 | 1621 | 1622 | ► | ►►
Staatsoberhäupter  · Nekrolog   · Musikjahr
| Januar | Januar | Januar | Januar | Januar | Januar | Januar | Januar |
| Kw     | Mo     | Di     | Mi     | Do     | Fr     | Sa     | So     |
| 1      | 1      | 2      | 3      | 4      | 5      | 6      | 7      |
| 2      | 8      | 9      | 10     | 11     | 12     | 13     | 14     |
| 3      | 15     | 16     | 17     | 18     | 19     | 20     | 21     |
| 4      | 22     | 23     | 24     | 25     | 26     | 27     | 28     |
| 5      | 29     | 30     | 31     |        |        |        |        |
| ------ | ------ | ------ | ------ | ------ | ------ | ------ | ------ |

| Februar | Februar | Februar | Februar | Februar | Februar | Februar | Februar |
| Kw      | Mo      | Di      | Mi      | Do      | Fr      | Sa      | So      |
| 5       |         |         |         | 1       | 2       | 3       | 4       |
| 6       | 5       | 6       | 7       | 8       | 9       | 10      | 11      |
| 7       | 12      | 13      | 14      | 15      | 16      | 17      | 18      |
| 8       | 19      | 20      | 21      | 22      | 23      | 24      | 25      |
| 9       | 26      | 27      | 28      |         |         |         |         |
| ------- | ------- | ------- | ------- | ------- | ------- | ------- | ------- |

| März | März | März | März | März | März | März | März |
| Kw   | Mo   | Di   | Mi   | Do   | Fr   | Sa   | So   |
| 9    |      |      |      | 1    | 2    | 3    | 4    |
| 10   | 5    | 6    | 7    | 8    | 9    | 10   | 11   |
| 11   | 12   | 13   | 14   | 15   | 16   | 17   | 18   |
| 12   | 19   | 20   | 21   | 22   | 23   | 24   | 25   |
| 13   | 26   | 27   | 28   | 29   | 30   | 31   |      |
| ---- | ---- | ---- | ---- | ---- | ---- | ---- | ---- |

| April | April | April | April | April | April | April | April |
| Kw    | Mo    | Di    | Mi    | Do    | Fr    | Sa    | So    |
| 13    |       |       |       |       |       |       | 1     |
| 14    | 2     | 3     | 4     | 5     | 6     | 7     | 8     |
| 15    | 9     | 10    | 11    | 12    | 13    | 14    | 15    |
| 16    | 16    | 17    | 18    | 19    | 20    | 21    | 22    |
| 17    | 23    | 24    | 25    | 26    | 27    | 28    | 29    |
| 18    | 30    |       |       |       |       |       |       |
| ----- | ----- | ----- | ----- | ----- | ----- | ----- | ----- |

| Mai | Mai | Mai | Mai | Mai | Mai | Mai | Mai |
| Kw  | Mo  | Di  | Mi  | Do  | Fr  | Sa  | So  |
| 18  |     | 1   | 2   | 3   | 4   | 5   | 6   |
| 19  | 7   | 8   | 9   | 10  | 11  | 12  | 13  |
| 20  | 14  | 15  | 16  | 17  | 18  | 19  | 20  |
| 21  | 21  | 22  | 23  | 24  | 25  | 26  | 27  |
| 22  | 28  | 29  | 30  | 31  |     |     |     |
| --- | --- | --- | --- | --- | --- | --- | --- |

| Juni | Juni | Juni | Juni | Juni | Juni | Juni | Juni |
| Kw   | Mo   | Di   | Mi   | Do   | Fr   | Sa   | So   |
| 22   |      |      |      |      | 1    | 2    | 3    |
| 23   | 4    | 5    | 6    | 7    | 8    | 9    | 10   |
| 24   | 11   | 12   | 13   | 14   | 15   | 16   | 17   |
| 25   | 18   | 19   | 20   | 21   | 22   | 23   | 24   |
| 26   | 25   | 26   | 27   | 28   | 29   | 30   |      |
| ---- | ---- | ---- | ---- | ---- | ---- | ---- | ---- |

| Juli | Juli | Juli | Juli | Juli | Juli | Juli | Juli |
| Kw   | Mo   | Di   | Mi   | Do   | Fr   | Sa   | So   |
| 26   |      |      |      |      |      |      | 1    |
| 27   | 2    | 3    | 4    | 5    | 6    | 7    | 8    |
| 28   | 9    | 10   | 11   | 12   | 13   | 14   | 15   |
| 29   | 16   | 17   | 18   | 19   | 20   | 21   | 22   |
| 30   | 23   | 24   | 25   | 26   | 27   | 28   | 29   |
| 31   | 30   | 31   |      |      |      |      |      |
| ---- | ---- | ---- | ---- | ---- | ---- | ---- | ---- |

| August | August | August | August | August | August | August | August |
| Kw     | Mo     | Di     | Mi     | Do     | Fr     | Sa     | So     |
| 31     |        |        | 1      | 2      | 3      | 4      | 5      |
| 32     | 6      | 7      | 8      | 9      | 10     | 11     | 12     |
| 33     | 13     | 14     | 15     | 16     | 17     | 18     | 19     |
| 34     | 20     | 21     | 22     | 23     | 24     | 25     | 26     |
| 35     | 27     | 28     | 29     | 30     | 31     |        |        |
| ------ | ------ | ------ | ------ | ------ | ------ | ------ | ------ |

| September | September | September | September | September | September | September | September |
| Kw        | Mo        | Di        | Mi        | Do        | Fr        | Sa        | So        |
| 35        |           |           |           |           |           | 1         | 2         |
| 36        | 3         | 4         | 5         | 6         | 7         | 8         | 9         |
| 37        | 10        | 11        | 12        | 13        | 14        | 15        | 16        |
| 38        | 17        | 18        | 19        | 20        | 21        | 22        | 23        |
| 39        | 24        | 25        | 26        | 27        | 28        | 29        | 30        |
| --------- | --------- | --------- | --------- | --------- | --------- | --------- | --------- |

| Oktober | Oktober | Oktober | Oktober | Oktober | Oktober | Oktober | Oktober |
| Kw      | Mo      | Di      | Mi      | Do      | Fr      | Sa      | So      |
| 40      | 1       | 2       | 3       | 4       | 5       | 6       | 7       |
| 41      | 8       | 9       | 10      | 11      | 12      | 13      | 14      |
| 42      | 15      | 16      | 17      | 18      | 19      | 20      | 21      |
| 43      | 22      | 23      | 24      | 25      | 26      | 27      | 28      |
| 44      | 29      | 30      | 31      |         |         |         |         |
| ------- | ------- | ------- | ------- | ------- | ------- | ------- | ------- |

| November | November | November | November | November | November | November | November |
| Kw       | Mo       | Di       | Mi       | Do       | Fr       | Sa       | So       |
| 44       |          |          |          | 1        | 2        | 3        | 4        |
| 45       | 5        | 6        | 7        | 8        | 9        | 10       | 11       |
| 46       | 12       | 13       | 14       | 15       | 16       | 17       | 18       |
| 47       | 19       | 20       | 21       | 22       | 23       | 24       | 25       |
| 48       | 26       | 27       | 28       | 29       | 30       |          |          |
| -------- | -------- | -------- | -------- | -------- | -------- | -------- | -------- |

| Dezember | Dezember | Dezember | Dezember | Dezember | Dezember | Dezember | Dezember |
| Kw       | Mo       | Di       | Mi       | Do       | Fr       | Sa       | So       |
| 48       |          |          |          |          |          | 1        | 2        |
| 49       | 3        | 4        | 5        | 6        | 7        | 8        | 9        |
| 50       | 10       | 11       | 12       | 13       | 14       | 15       | 16       |
| 51       | 17       | 18       | 19       | 20       | 21       | 22       | 23       |
| 52       | 24       | 25       | 26       | 27       | 28       | 29       | 30       |
| 1        | 31       |          |          |          |          |          |          |
| -------- | -------- | -------- | -------- | -------- | -------- | -------- | -------- |

| Januar | Januar | Januar | Januar | Januar | Januar | Januar | Januar |
| Kw     | Mo     | Di     | Mi     | Do     | Fr     | Sa     | So     |
| 1      | 1      | 2      | 3      | 4      | 5      | 6      | 7      |
| 2      | 8      | 9      | 10     | 11     | 12     | 13     | 14     |
| 3      | 15     | 16     | 17     | 18     | 19     | 20     | 21     |
| 4      | 22     | 23     | 24     | 25     | 26     | 27     | 28     |
| 5      | 29     | 30     | 31     |        |        |        |        |
| ------ | ------ | ------ | ------ | ------ | ------ | ------ | ------ |

| Februar | Februar | Februar | Februar | Februar | Februar | Februar | Februar |
| Kw      | Mo      | Di      | Mi      | Do      | Fr      | Sa      | So      |
| 5       |         |         |         | 1       | 2       | 3       | 4       |
| 6       | 5       | 6       | 7       | 8       | 9       | 10      | 11      |
| 7       | 12      | 13      | 14      | 15      | 16      | 17      | 18      |
| 8       | 19      | 20      | 21      | 22      | 23      | 24      | 25      |
| 9       | 26      | 27      | 28      |         |         |         |         |
| ------- | ------- | ------- | ------- | ------- | ------- | ------- | ------- |

| März | März | März | März | März | März | März | März |
| Kw   | Mo   | Di   | Mi   | Do   | Fr   | Sa   | So   |
| 9    |      |      |      | 1    | 2    | 3    | 4    |
| 10   | 5    | 6    | 7    | 8    | 9    | 10   | 11   |
| 11   | 12   | 13   | 14   | 15   | 16   | 17   | 18   |
| 12   | 19   | 20   | 21   | 22   | 23   | 24   | 25   |
| 13   | 26   | 27   | 28   | 29   | 30   | 31   |      |
| ---- | ---- | ---- | ---- | ---- | ---- | ---- | ---- |

| April | April | April | April | April | April | April | April |
| Kw    | Mo    | Di    | Mi    | Do    | Fr    | Sa    | So    |
| 13    |       |       |       |       |       |       | 1     |
| 14    | 2     | 3     | 4     | 5     | 6     | 7     | 8     |
| 15    | 9     | 10    | 11    | 12    | 13    | 14    | 15    |
| 16    | 16    | 17    | 18    | 19    | 20    | 21    | 22    |
| 17    | 23    | 24    | 25    | 26    | 27    | 28    | 29    |
| 18    | 30    |       |       |       |       |       |       |
| ----- | ----- | ----- | ----- | ----- | ----- | ----- | ----- |

| Mai | Mai | Mai | Mai | Mai | Mai | Mai | Mai |
| Kw  | Mo  | Di  | Mi  | Do  | Fr  | Sa  | So  |
| 18  |     | 1   | 2   | 3   | 4   | 5   | 6   |
| 19  | 7   | 8   | 9   | 10  | 11  | 12  | 13  |
| 20  | 14  | 15  | 16  | 17  | 18  | 19  | 20  |
| 21  | 21  | 22  | 23  | 24  | 25  | 26  | 27  |
| 22  | 28  | 29  | 30  | 31  |     |     |     |
| --- | --- | --- | --- | --- | --- | --- | --- |

| Juni | Juni | Juni | Juni | Juni | Juni | Juni | Juni |
| Kw   | Mo   | Di   | Mi   | Do   | Fr   | Sa   | So   |
| 22   |      |      |      |      | 1    | 2    | 3    |
| 23   | 4    | 5    | 6    | 7    | 8    | 9    | 10   |
| 24   | 11   | 12   | 13   | 14   | 15   | 16   | 17   |
| 25   | 18   | 19   | 20   | 21   | 22   | 23   | 24   |
| 26   | 25   | 26   | 27   | 28   | 29   | 30   |      |
| ---- | ---- | ---- | ---- | ---- | ---- | ---- | ---- |

| Juli | Juli | Juli | Juli | Juli | Juli | Juli | Juli |
| Kw   | Mo   | Di   | Mi   | Do   | Fr   | Sa   | So   |
| 26   |      |      |      |      |      |      | 1    |
| 27   | 2    | 3    | 4    | 5    | 6    | 7    | 8    |
| 28   | 9    | 10   | 11   | 12   | 13   | 14   | 15   |
| 29   | 16   | 17   | 18   | 19   | 20   | 21   | 22   |
| 30   | 23   | 24   | 25   | 26   | 27   | 28   | 29   |
| 31   | 30   | 31   |      |      |      |      |      |
| ---- | ---- | ---- | ---- | ---- | ---- | ---- | ---- |

| August | August | August | August | August | August | August | August |
| Kw     | Mo     | Di     | Mi     | Do     | Fr     | Sa     | So     |
| 31     |        |        | 1      | 2      | 3      | 4      | 5      |
| 32     | 6      | 7      | 8      | 9      | 10     | 11     | 12     |
| 33     | 13     | 14     | 15     | 16     | 17     | 18     | 19     |
| 34     | 20     | 21     | 22     | 23     | 24     | 25     | 26     |
| 35     | 27     | 28     | 29     | 30     | 31     |        |        |
| ------ | ------ | ------ | ------ | ------ | ------ | ------ | ------ |

| September | September | September | September | September | September | September | September |
| Kw        | Mo        | Di        | Mi        | Do        | Fr        | Sa        | So        |
| 35        |           |           |           |           |           | 1         | 2         |
| 36        | 3         | 4         | 5         | 6         | 7         | 8         | 9         |
| 37        | 10        | 11        | 12        | 13        | 14        | 15        | 16        |
| 38        | 17        | 18        | 19        | 20        | 21        | 22        | 23        |
| 39        | 24        | 25        | 26        | 27        | 28        | 29        | 30        |
| --------- | --------- | --------- | --------- | --------- | --------- | --------- | --------- |

| Oktober | Oktober | Oktober | Oktober | Oktober | Oktober | Oktober | Oktober |
| Kw      | Mo      | Di      | Mi      | Do      | Fr      | Sa      | So      |
| 40      | 1       | 2       | 3       | 4       | 5       | 6       | 7       |
| 41      | 8       | 9       | 10      | 11      | 12      | 13      | 14      |
| 42      | 15      | 16      | 17      | 18      | 19      | 20      | 21      |
| 43      | 22      | 23      | 24      | 25      | 26      | 27      | 28      |
| 44      | 29      | 30      | 31      |         |         |         |         |
| ------- | ------- | ------- | ------- | ------- | ------- | ------- | ------- |

| November | November | November | November | November | November | November | November |
| Kw       | Mo       | Di       | Mi       | Do       | Fr       | Sa       | So       |
| 44       |          |          |          | 1        | 2        | 3        | 4        |
| 45       | 5        | 6        | 7        | 8        | 9        | 10       | 11       |
| 46       | 12       | 13       | 14       | 15       | 16       | 17       | 18       |
| 47       | 19       | 20       | 21       | 22       | 23       | 24       | 25       |
| 48       | 26       | 27       | 28       | 29       | 30       |          |          |
| -------- | -------- | -------- | -------- | -------- | -------- | -------- | -------- |

| Dezember | Dezember | Dezember | Dezember | Dezember | Dezember | Dezember | Dezember |
| Kw       | Mo       | Di       | Mi       | Do       | Fr       | Sa       | So       |
| 48       |          |          |          |          |          | 1        | 2        |
| 49       | 3        | 4        | 5        | 6        | 7        | 8        | 9        |
| 50       | 10       | 11       | 12       | 13       | 14       | 15       | 16       |
| 51       | 17       | 18       | 19       | 20       | 21       | 22       | 23       |
| 52       | 24       | 25       | 26       | 27       | 28       | 29       | 30       |
| 1        | 31       |          |          |          |          |          |          |
| -------- | -------- | -------- | -------- | -------- | -------- | -------- | -------- |

## Ereignisse

### Politik und Weltgeschehen

#### Dreißigjähriger Krieg

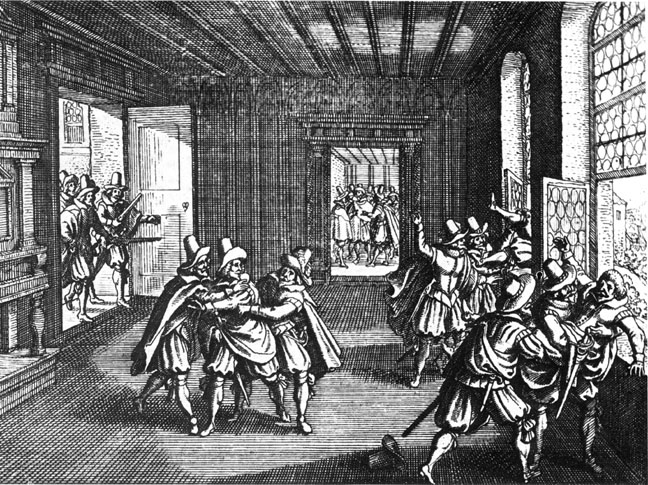
Zweiter Prager Fenstersturz, Illustration aus Theatrum Europaeum, Bd. 1, von Matthäus Merian

- 23. Mai: Nach einem Streitgespräch auf der Prager Burg werfen mehrere böhmische Adelige unter der Führung von Heinrich Matthias von Thurn und Joachim Andreas von Schlick, die zuvor eine improvisierte Gerichtsverhandlung abgehalten haben, die königlichen Statthalter Jaroslav Borsita von Martinic und Wilhelm Slavata sowie den Kanzleisekretär Philipp Fabricius aus dem Fenster. Der zweite Prager Fenstersturz ist der Höhepunkt des Ständeaufstands in Böhmen und mündet im Dreißigjährigen Krieg.
- 24. Mai: Die böhmischen Stände bilden in Prag ein dreißigköpfiges Direktorium, das die neue Macht des Adels sichern soll. Hauptaufgaben sind das Ausarbeiten einer Verfassung, die Wahl eines neuen Königs von Böhmen und die militärische Verteidigung gegen den Kaiser.
- Im Sommer beginnen die ersten Gefechte in Südböhmen, während beide Seiten Verbündete suchen und sich für einen großen militärischen Schlag rüsten. Die böhmischen Rebellen können Friedrich V. von der Pfalz, das Oberhaupt der Protestantischen Union und den Herzog von Savoyen Karl Emanuel I. für sich gewinnen. Letztgenannter finanziert die Armee unter Peter Ernst II. von Mansfeld zur Unterstützung Böhmens. Die Habsburger engagieren Charles Bonaventure de Longueval, der sich Ende August in Marsch auf Böhmen setzt.
- August: Im Thusner Strafgericht in Thusis wird der spanisch-habsburgische Erzpriester Nicolò Rusca verurteilt und am 4. September hingerichtet. Das führt zum Ausbruch der Bündner Wirren in den Drei Bünden.
- 9. November: Böhmische Truppen unter Graf Mansfeld besiegen im Gefecht bei Lomnitz Kaiserliche unter Charles Bonaventure de Longueval, die sich nach Budweis zurückziehen.

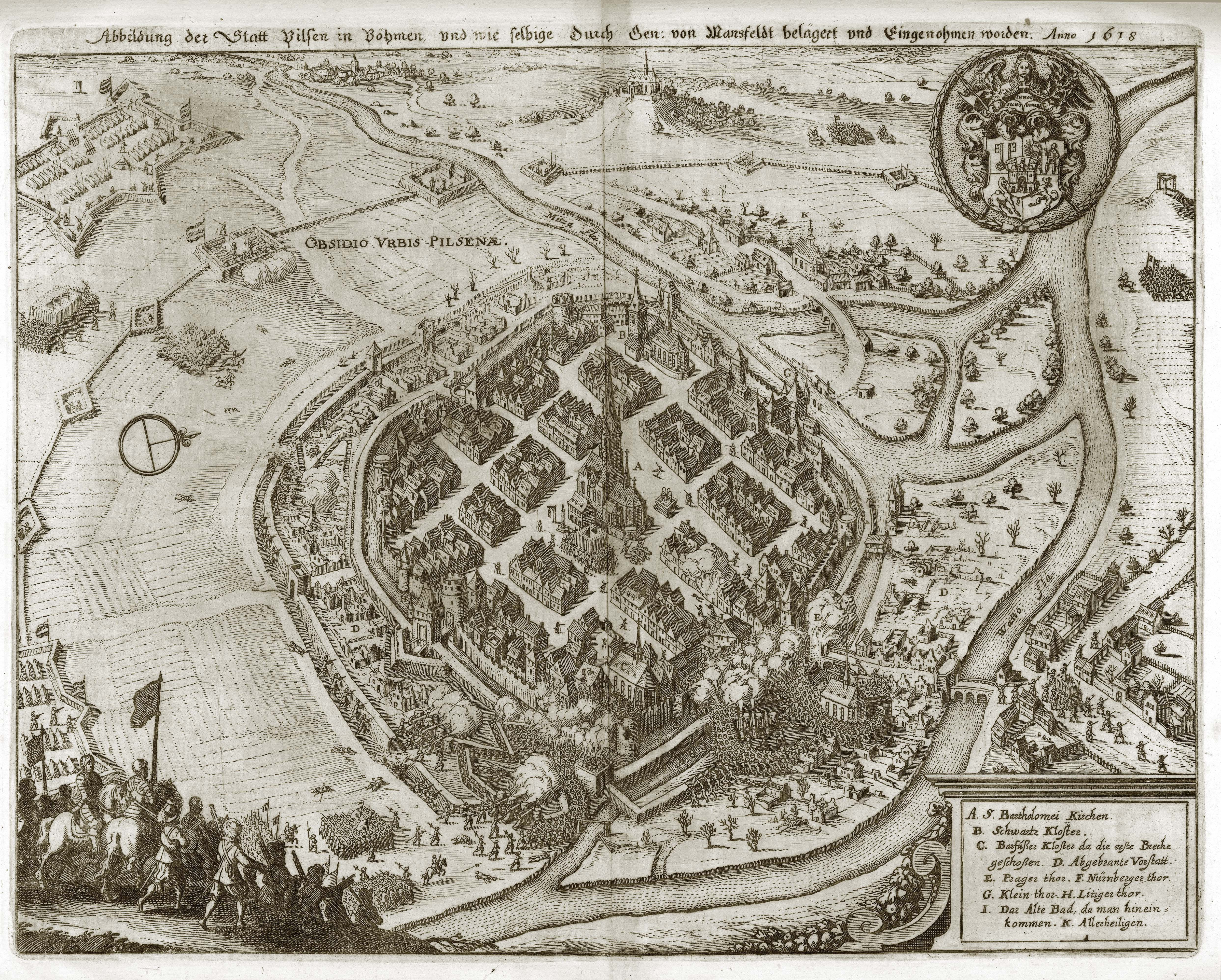
Belagerung von Pilsen

- 21. November: Nach zweimonatiger Belagerung erfolgt die Einnahme von Pilsen durch Graf Mansfeld.

#### Weitere Ereignisse im Heiligen Römischen Reich
- 1. Juli: Krönung Ferdinands II. zum König von Ungarn in der St. Martins-Kirche von Preßburg
- 6. Juli: Das Reichskammergericht bestätigt in einem lange schwelenden Rechtsstreit den Status Hamburgs als Freier Reichsstadt. Das Urteil wird vom dänischen König Christian IV. nicht anerkannt. Erst der Gottorper Vertrag führt im Jahr 1768 zum Einlenken.
- 20. Juli: Verhaftung Melchior Kardinal Klesls und Inhaftierung in Ambras

#### Weitere Ereignisse in Europa
- 29. Oktober: Sir Walter Raleigh wird auf Anordnung des englischen Königs Jakob I. auf Grund eines 15 Jahre alten Todesurteils geköpft.
- 11. Dezember: Der Vertrag von Deulino beendet den im Jahr 1609 ausgebrochenen polnisch-russischen Krieg durch einen Waffenstillstand von 14,5 Jahren Dauer. Polen-Litauen erreicht mit den im Vertrag erreichten territorialen Zugeständnissen seine größte Ausdehnung.
- König Gustav II. Adolf gründet mit seinem Kanzler Axel Oxenstierna das schwedische Reichsarchiv als eigenständige Einrichtung in der Königlichen Kanzlei.
- Mit dem St Mary’s Tower wird auf Malta unter der Herrschaft von Großmeister Alof de Wignacourt der sechste der Wignacourt Towers zur Verteidigung der Insel errichtet.

#### Asien
- König Anaukpetlun aus der birmanischen Taungu-Dynastie gibt die Belagerung von Lampang auf. Der seit 1613 andauernde Siamesisch-Birmanische Krieg endet mit einem Friedensschluss. Tavoy geht an das siamesische Königreich Ayutthaya unter König Songtham und Chiang Mai geht an Birma.

### Wirtschaft
- Im Streit mit dem Stift Klosterneuburg wird die Krieau der Stadt Wien zugesprochen.
- Die Corona Danica wird als Münztyp in Dänemark eingeführt.
- Angesichts der komplizierten und unübersichtlichen Rechtslage wird in der Steiermark ein neues gerichtliches Verfahrensgesetz, die „steirische Gerichtsordnung 1618“ eingeführt, mit vollständigem Namen: Des Löblichen Fürstenthumbs Steyer, Gerichtsordnung. Wie vor der Landtshauptmanschafft vnd dem Schrannengericht, Procediert werden solle, Reformiert, Im Jahr, 1618[1], in der auch spezielle verfahrensrechtliche Vorgangsweisen wie das Verfahren des Landschadenbundes (Artikel 27) einheitlich geregelt werden.

### Wissenschaft und Technik
- 15. Mai: Johannes Kepler formuliert sein Drittes Gesetz zur Planetenbewegung.

Snelliussches Brechungsgesetz

- Willebrord van Roijen Snell formuliert das Snelliussche Brechungsgesetz.

### Kultur
- Herbst: Das nach Plänen von Giovanni Battista Aleotti errichtete barocke Hoftheater in Parma wird fertiggestellt. Nach seiner Eröffnung bleibt es aber zehn Jahre lang unbespielt.
- Federico Borromeo, Erzbischof von Mailand, stiftet seine private Sammlung von rund 250 Gemälden, Skulpturen und Zeichnungen und begründet damit die Pinacoteca Ambrosiana.

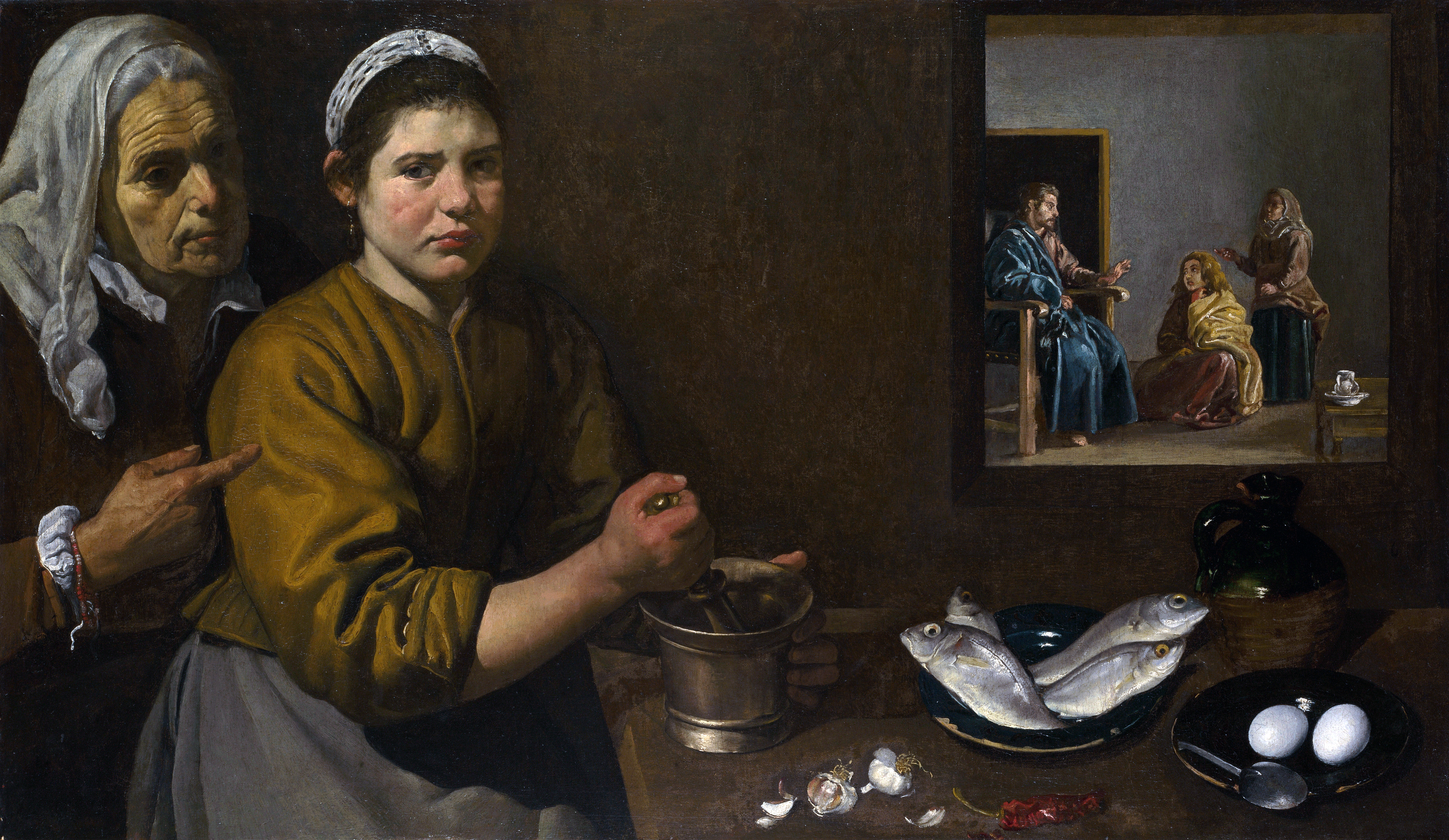
Christus im Hause von Maria und Martha

- Diego Rodríguez de Silva y Velázquez fertigt kurz nach dem Ende seiner Lehre bei Francisco Pacheco del Río das Gemälde Christus im Hause von Maria und Martha.

### Religion
- 13. November: In Dordrecht beginnt auf Initiative von Moritz von Oranien eine Synode der reformierten Kirche zur Entscheidung über die calvinistische Prädestinationslehre. Ihre Beschlüsse wirken in die Gegenwart hinein.
- 27. Dezember: Die Oberdeutsche Zisterzienserkongregation wird gegründet.
- Die Remonstranten Johan van Oldenbarnevelt und Hugo Grotius werden von Moritz von Oranien festgenommen.

### Katastrophen
- 4. September: Im unteren Bergell ereignet sich ein Bergsturz am Berg Conto, welcher den Ort Piuro (Plurs) größtenteils und das Dorf Chilano (Schilan) ganz unter Felstrümmern begräbt. Etwa 2.430 Menschen werden dabei getötet.

### Natur und Umwelt

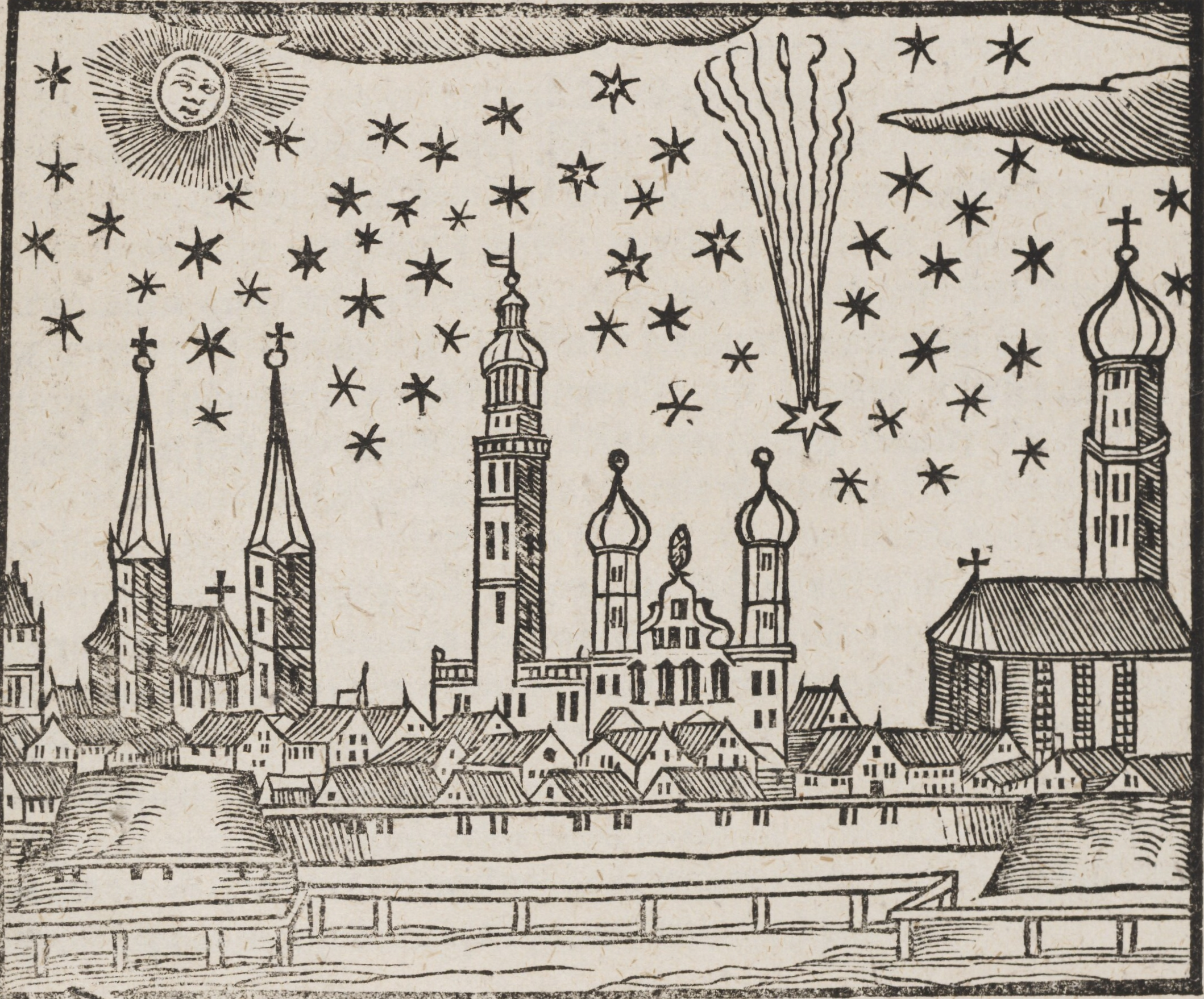
Der Komet von 1618 über Augsburg

- 25. November: Der Große Komet C/1618 W1 wird wahrscheinlich erstmals gesichtet. Sichtungen werden im Laufe des Jahres aus Europa und Asien berichtet. Während führende Wissenschaftler wie Johannes Kepler, Johann Baptist Cysat, Pierre Gassendi oder Willebrord van Roijen Snell exakte Beobachtungen anstellen, diskutieren andere beim sogenannten Ulmer Kometenstreit, ob dieser und weitere im selben Jahr aufgetretene Kometen göttliche Zeichen wegen des gerade ausgebrochenen europaweiten Krieges seien oder rein natürliche Erscheinungen. Der Komet wird in zahlreichen Schriften als unheilvoller Vorbote vielfältiger Unglücke und als von Gott gesandte Mahnung und „Zornrute“ angesehen.

## Geboren

### Erstes Halbjahr
- 01. Januar (getauft): Bartolomé Esteban Murillo, spanischer Maler († 1682)
- 08. Januar: Madeleine Béjart, französische Schauspielerin († 1672)
- 12. Februar: Olof Verelius, schwedischer Sprach- und Altertumsforscher († 1682)
- 19. März: Thomas Hinckley, Gouverneur der englischen Plymouth Colony († 1706)
- 02. April: Francesco Maria Grimaldi, italienischer Physiker und Mathematiker († 1663)
- 04. April: Ferrante III. Gonzaga, Herzog von Guastalla († 1678)
- 13. April: Roger de Bussy-Rabutin, französischer General und Schriftsteller († 1693)
- 28. April: Dietrich von Ahlefeldt, Amtmann zu Schwabstedt, Herr auf Osterrade und Kluvensiek und Klosterpropst zu Uetersen († 1664)
- 28. April: Friedrich von Ahlefeldt, Herr auf Gut Seestermühe, Schinkel, Gut Steinhorst, Gut Tremsbüttel, Hochfürstlicher Gottorffischen Statthalter und Klosterpropst zu Uetersen († 1665)
- 22. Mai: Henrik Horn, schwedischer Feldmarschall und Generalgouverneur von Bremen und Verden († 1693)
- 31. Mai: Johann IV., Graf von Rietberg († 1660)
- 04. Juni: Daniel Herz, deutsch-österreichischer Orgelbauer († 1678)
- 21. Juni: Johann Bellin, deutscher Grammatiker († 1660)

### Zweites Halbjahr
- 10. Juli:  Everhard IV. Jabach, deutscher Unternehmer und Kunstsammler († 1695)
- 14. Juli: Heinrich Bacmeister, deutscher Oberjustizrat und Kammerprokurator († 1692)
- 31. Juli: Maria Ursula Kolb von Wartenberg, Erzieherin der Liselotte von der Pfalz († 1674)
- 24. August: Gustaf Persson Banér, schwedischer Feldmarschall († 1689)
- 09. September: Joan Cererols, katalanischer Benediktiner und Komponist († 1680)
- 14. September: Peter Lely, englischer Maler niederländischer Herkunft († 1680)
- 19. September: Matthäus Ferdinand Sobek von Bilenberg, Bischof von Königgrätz und Erzbischof von Prag († 1675)
- 07. Oktober: Rosina Schnorr, Unternehmerin im Erzgebirge († 1679)
- 15. Oktober: Johan de Witt, holländischer Politiker († 1676)
- 31. Oktober: Friedrich von Fürstenberg, kurkölner Diplomat und Domherr († 1662)
- 31. Oktober: Mariana de Jesús de Paredes y Flores, Ordensfrau, Mystikerin und Heilige († 1645)
- 03. November: Muhammad Aurangzeb Alamgir, Großmogul von Indien († 1707)
- 05. November: Joachim Rosenow, deutscher Professor († 1701)
- 08. November: Louise de La Fayette, Vertraute und Beraterin Ludwigs XIII. († 1665)
- 10. November: Karl Johann Franz von Bayern, Prinz von Bayern († 1640)
- 12. November: Gottfried Welsch, deutscher Mediziner († 1690)
- 13. November: Gottfried Meisner deutscher evangelischer Theologe († 1690)
- 18. Dezember: Karl Kaspar von der Leyen, Erzbischof und Kurfürst von Trier († 1676)
- 26. Dezember: Elisabeth von Herford, Prinzessin der Kurpfalz, Äbtissin des Stifts Herford († 1680)
- 28. Dezember: Catharina Hooft, niederländische Patrizierin zur Zeit des „Goldenen Zeitalters“ († 1691)

### Genaues Geburtsdatum unbekannt
- Athittayawong, König von Ayutthaya († nach 1656)
- Giovanni Maria Galli da Bibiena, italienischer Maler († 1665)
- Jan Aleksander Gorczyn, polnischer Drucker, Verleger und Komponist († nach 1694)
- James Nayler, englischer Quäker († 1660)
- Sulinyavongsa, laotischer Herrscher von Lan Xang († 1690)

### Geboren um 1618
- Charles Fleetwood, englischer Soldat und Politiker († 1692)

## Gestorben

### Erstes Halbjahr
- 12. Januar: Eleonore von Württemberg, Fürstin von Anhalt und Landgräfin von Hessen-Darmstadt (* 1552)
- 16. Januar: Stephan von Seiboldsdorf, Fürstbischof von Freising (* 1580)
- 03. Februar: Philipp II., Herzog von Pommern-Stettin (* 1573)
- 20. Februar: Philipp Wilhelm von Oranien-Nassau, Fürst von Oranien und Graf von Nassau (* 1554)
- 02. März: Robert Abbot, englischer Geistlicher, Bischof von Salisbury (* 1560)
- 05. März: Barbara von Pfalz-Zweibrücken-Neuburg, Gräfin von Oettingen-Oettingen (* 1559)
- 05. März: Johann von Schweden, Herzog von Östergötland und Finnland  (* 1589)
- 05. März: Kaspar von Fürstenberg, kurkölnischer Drost und Kurmainzer Amtmann, Landdrost (* 1545)
- 16. März: Gottfried Anton, deutscher Rechtswissenschaftler (* 1571)
- 16. März: Giovanni Bembo, 92. Doge von Venedig (* 1543)
- 03. April: Jakob Adam, deutscher Prediger (* 1568)
- 13. April: Johann Fladenstein, deutscher Jurist (* 1558)
- 18. April: Barbe Acarie, französische Karmelitin (* 1566)
- 24. April: Antoinette von Orléans-Longueville, französische Ordensfrau und Ordensgründerin (* 1572)
- 02. Mai: Kaspar Brack, Abt des Zisterzienserklosters in Ebrach

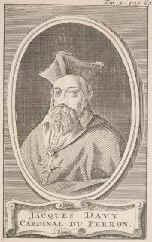
Jacques Davy Duperron

- 05. Mai: Jacques-Davy Duperron, französischer Kardinal, Dichter und Diplomat (* 1556)
- 09. Mai: Nicolò Donà, 93. Doge von Venedig (* 1540)
- 16. Mai: Dorothy Wadham, Mitbegründerin des Wadham College in Oxford (* 1534 oder 1535)
- 20. Mai: Henrik Horn, schwedischer Diplomat (* 1578)
- 24. Mai: Johann Georg I., Fürst von Anhalt-Dessau (* 1567)
- 31. Mai: Sabina Catharina von Ostfriesland, Gräfin von Rietberg (* 1582)
- 06. Juni: James Lancaster, englischer Seefahrer und Politiker (* um 1554)
- 07. Juni: Thomas West, 3. Baron De La Warr, Gouverneur der englischen Kolonie Virginia (* 1577)
- 23. Juni: Katharina Kolowrat von Liebsteinsky, aus Tirol stammende Adelige und Kammerfrau (* 1562)

### Zweites Halbjahr
- 14. August: Philipp Eduard Fugger, deutscher Handelsherr (* 1546)
- 23. August: Gerbrand Bredero, niederländischer Schriftsteller (* 1585)
- 27. August: Albrecht Friedrich, regierender Fürst des Herzogtums Preußen (* 1553)
- 03. September: Friedrich IV. von dem Bergh, Offizier in generalstaatischen und spanischen Diensten während des Achtzigjährigen Krieges (* 1559)
- 20. September: Johann Domann, deutscher Staatsmann, Politiker und Syndikus der Hanse (* 1564)
- 12. Oktober: Jakob Rem, in Bayern tätiger katholischer Priester und Jugendseelsorger (* 1546)
- 23. Oktober: Georg Stobäus von Palmburg, Bischof von Lavant (* 1532)
- 24. Oktober: Elisabeth von Braunschweig-Wolfenbüttel, Gräfin von Holstein-Schauenburg und Herzogin von Braunschweig-Harburg (* 1567)
- 29. Oktober: Sir Walter Raleigh, englischer Abenteurer und Schriftsteller (* 1554)
- 30. Oktober: Karl von Burgau, Markgraf von Burgau und kaiserlicher Feldmarschall (* 1560)
- 02. November: Maximilian III., Hochmeister des Deutschen Ordens und Administrator Preußens (* 1558)
- 09. November: Ehrenfried von Kuenburg, Bischof von Chiemsee (* 1573)
- 14. November: Anna Maria, Prinzessin von Brandenburg und Herzogin von Pommern (* 1567)
- 04. Dezember: Dietrich von Fürstenberg, Fürstbischof von Paderborn (* 1546)
- 07. Dezember: Bernardo de Sandoval y Rojas, Erzbischof von Toledo (* 1546)
- 10. Dezember: Giulio Caccini, italienischer Komponist (* 1545)
- 12. Dezember: Pedro de Cristo, portugiesischer Mönch und Komponist (* um 1550)
- 15. Dezember: Anna von Tirol, Frau von Kaiser Matthias und Kaiserin des Heiligen Römischen Reichs (* 1585)
- 19. Dezember: Willem Amsinck, niederländisch-deutscher Kaufmann und Hamburger Hanseat (* um 1542)

### Genaues Todesdatum unbekannt
- Ollegard von Ahlefeldt, Erbherrin der Güter von Haselau und Kaden (* 1547)
- Wulf Jürgen von Ahlefeldt, Gutsherr der Güter Aschau, Schwensby und Wulfshagen
- Teodoro d’Errico, flämisch-neapolitanischer Maler (* 1542/44)